# Hôtel de Ragueneau
L'hôtel de Ragueneau est un hôtel particulier du XVIIe siècle, situé à Bordeaux, en France.
Construit entre 1643 et 1656 par l'architecte Pierre Léglise, il fait l'objet de protections au titre des monuments historiques depuis 1964.

## Histoire

### Hôtel de Ragueneau
L'édifice, construit entre 1643 et 1656 par le maître-maçon Pierre Léglise, est un des rares hôtels particuliers du XVIIe siècle visible à Bordeaux. Il est réalisé pour Jeanne de Seurin, veuve de Pierre de Ragueneau, conseiller au Parlement de Bordeaux, qui avait acquis les terrains en 1634 pour la somme de 9 300 livres (420 000 euros actuels).
À la suite du décès de Jean de Ragueneau en octobre 1662, l'hôtel est loué dès le mois suivant par sa veuve Marie de Tustal à la ville jusqu'en 1679 pour héberger la chambre de l'Édit de Guyenne.

### Hôtel Gillet de Lacaze
Le 5 avril 1700, l'hôtel quitte la famille de Ragueneau et devient la propriété du parlementaire Joseph Gillet, marquis de Lacaze, moyennant 35 000 livres (850 000 euros actuels).

### Hôtel Paty du Rayet
Le 15 janvier 1770, l'hôtel est revendu au baron Léonard de Paty du Rayet, conseiller au Parlement de Bordeaux, pour la somme de 65 000 livres (1 189 370 euros actuels). Celui-ci est ensuite condamné et guillotiné le 1er août 1795.
Le 27 ventôse an IX (18 mars 1801), une de ses deux filles, Marie de Paty, vend sa demi-part à l'armateur négrier Jacques Conte pour la somme de 20 000 Francs. En 1806, lui et Catherine de Paty, la seconde fille du baron, vendent l'hôtel au négociant Simon Monsarrat, pour 94 000 Francs.
En 1828, l'immeuble devient la propriété de la sœur du négociant, Marquise Monsarrat, qui à sa mort en 1843 le lègue par testament à Pierre-Jean Monsarrat. C'est lui qui s'engage en 1846, par un traité de gré à gré, à faire réparer l'hôtel « de manière à le disposer pour le service de l'administration de l'Octroi ».

### Hôtel de l'Octroi
L'hôtel est donc loué à la Ville en 1846, afin d'héberger les services centraux de l'Octroi (taxe municipale sur les marchandises). À ce titre, l'immeuble est réaménagé en bureaux, et prend parfois le nom d'hôtel de l'octroi. À la mort du propriétaire Pierre-Jean Monsarrat, l'hôtel est totalement acquis par la ville en 1860, pour la somme de 106 000 Francs. Il abritera les services de l'Octroi jusqu'en 1928, année de suppression de ce système de prélèvement.

### Hôtel des Archives

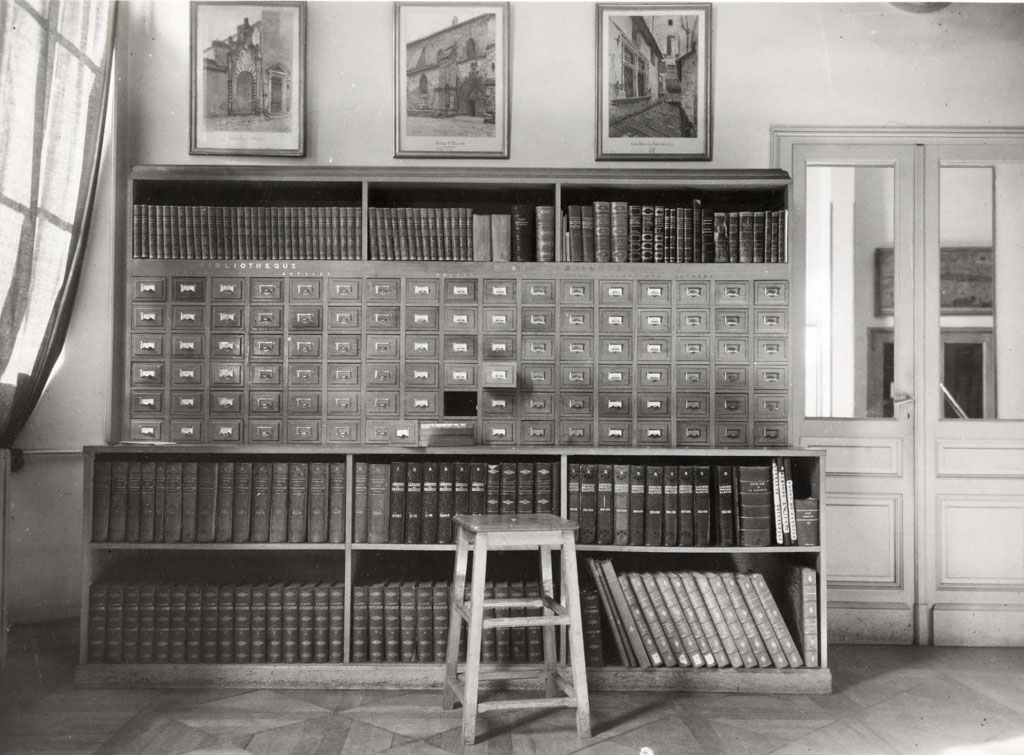
Salle de lecture des Archives en 1946

En 1936, la municipalité décide de l'affecter aux Archives de la Ville, à l'Académie des sciences, belles-lettres et arts de Bordeaux  et aux sociétés savantes. Commence alors sa restauration, ainsi que des travaux de réaménagements sous la direction de l'architecte municipal Jacques D'Welles. Les anciennes écuries et le jardin ouvrant sur la rue Tustal sont détruites pour faire place au dépôt des archives, en structure métallique autoporteuse. L'hôtel des Archives et des Sociétés savantes est inauguré en 1939. Dans les années 1970, l'Académie et les sociétés savantes quittent l'hôtel pour rejoindre le nouvel hôtel des sociétés savantes, place Bardineau près du Jardin public.
En 2015, les Archives de la Ville quittent les lieux pour s'installer à la Halle des magasins généraux et la ville de Bordeaux, propriétaire des lieux, envisage alors de vendre l'Hôtel.

## Architecture
Le bâtiment est de style Louis XIII avec déclinaison renaissance et classicisme, notamment les façades. Construit en moellon et recouvert de crépi, le bâtiment présente une cour, trois niveaux et cinq travées. Il y avait initialement un jardin.

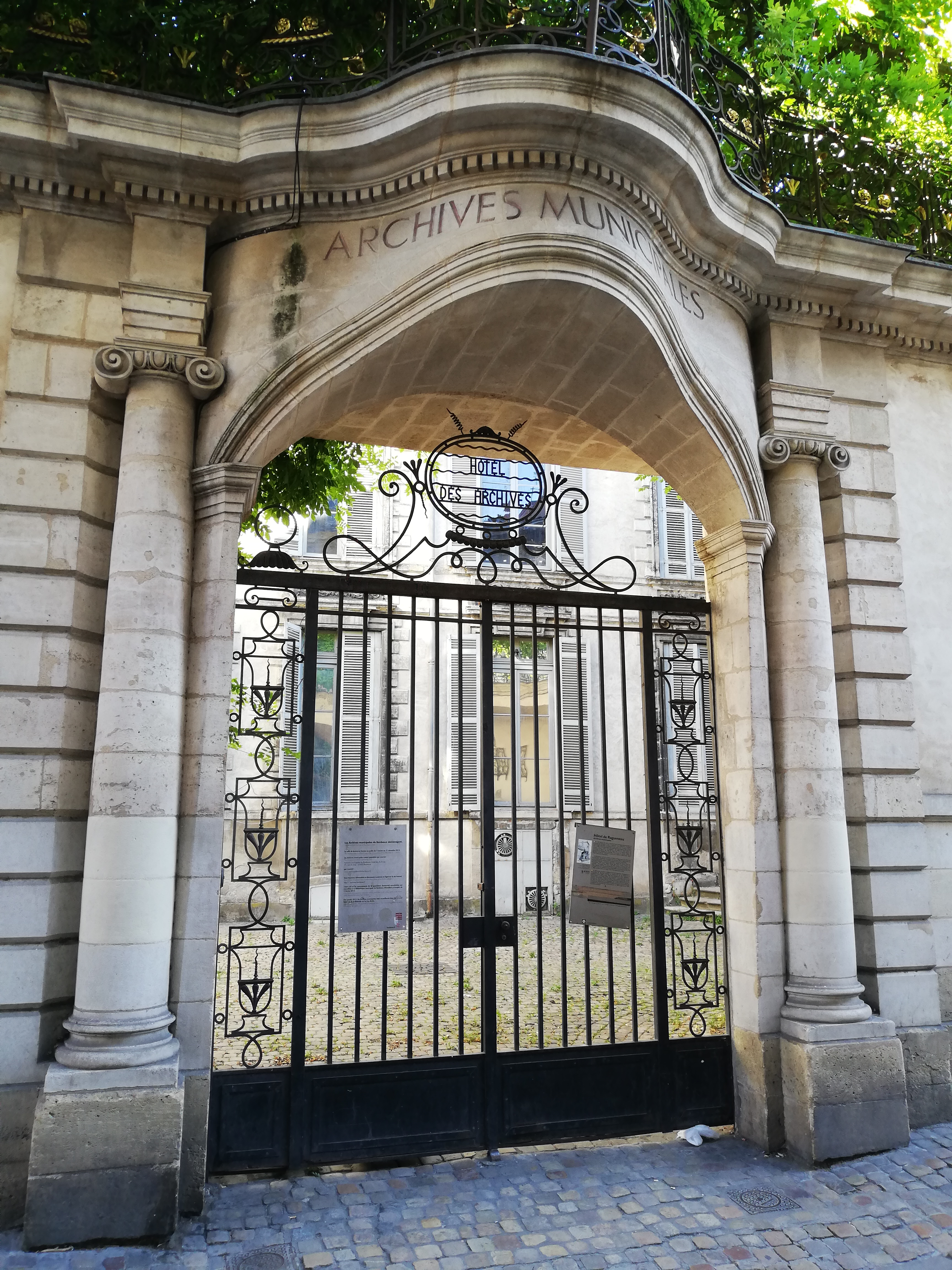
Portail d'entrée

C'est Joseph de Gillet, marquis de Lacaze, qui fit remplacer la clôture primitive par la galerie actuelle, qui permet de circuler d'une aile à l'autre. Surmontée d'une élégante balustrade en fer forgé, on peut lire dans le médaillon central les initiales entrelacées du Président Gillet de Lacaze.
Lors de la rénovation de cet hôtel, en 1939, pour y installer les Archives municipales, l'architecte Jacques D'Welles fit incruster, sur le côté intérieur du mur de clôture, face à la façade principale, des éléments décoratifs de bâtiments anciens démolis :
- un médaillon en marbre de Carrare, attribué au maître-sculpteur bordelais Queva (1766-1850). Ce médaillon représente la façade du palais d'Orsay avec son élévation, selon les plans de l'architecte Jacques-Charles Bonnard, avec la date du début du chantier, 1811, gravée en chiffres romains[11].
- des pierres  de façade sculptées provenant d'un hôtel particulier du XVIIIe siècle, démoli probablement pour permettre l'agrandissement de l'hôpital Saint-André de Bordeaux[11].
- des ferronneries qui proviendraient de la Commanderie de Saint-Antoine et de l'ancienne église des Feuillants de Bordeaux[11].

Les façades côté cour et la galerie sont classées depuis 1964.

## Glycine
La cour héberge une glycine de Chine plantée vers 1863 (ou vers 1901 suivant les sources). Elle a été labellisée arbre remarquable de France en 2012. Des boutures de cette même glycine ont été replantées sur le nouveau site des archives de la Métropole situé dans le quartier de la Bastide.

## Galerie

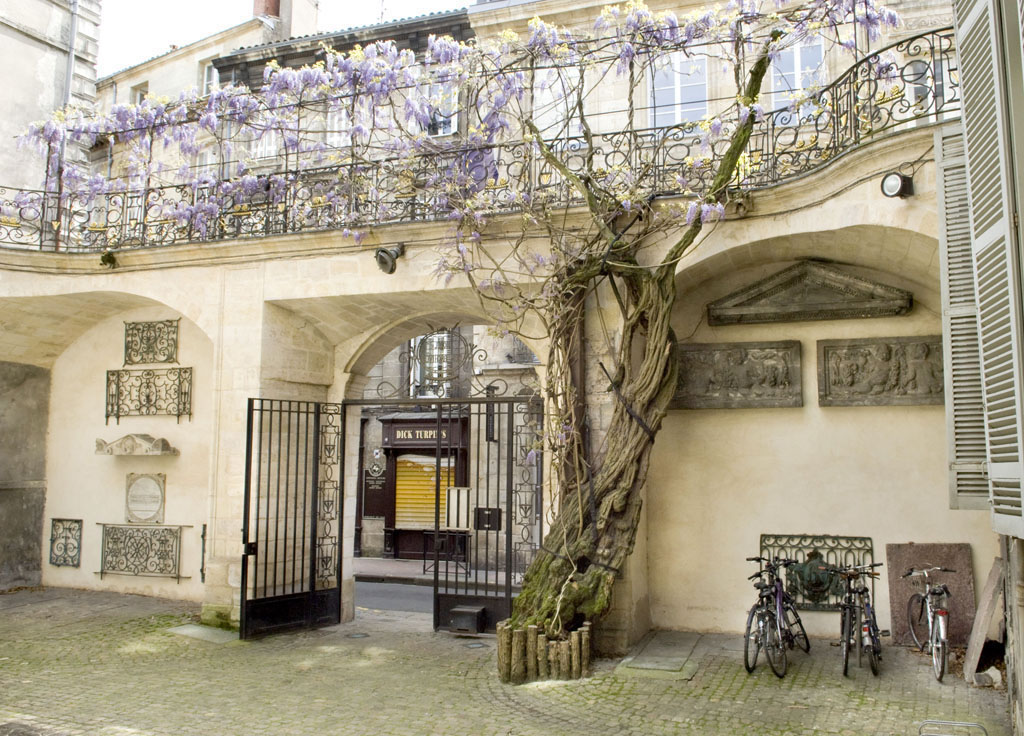
Cour de l’Hôtel de Ragueneau avec la glycine et les pièces d'architecture rapportées
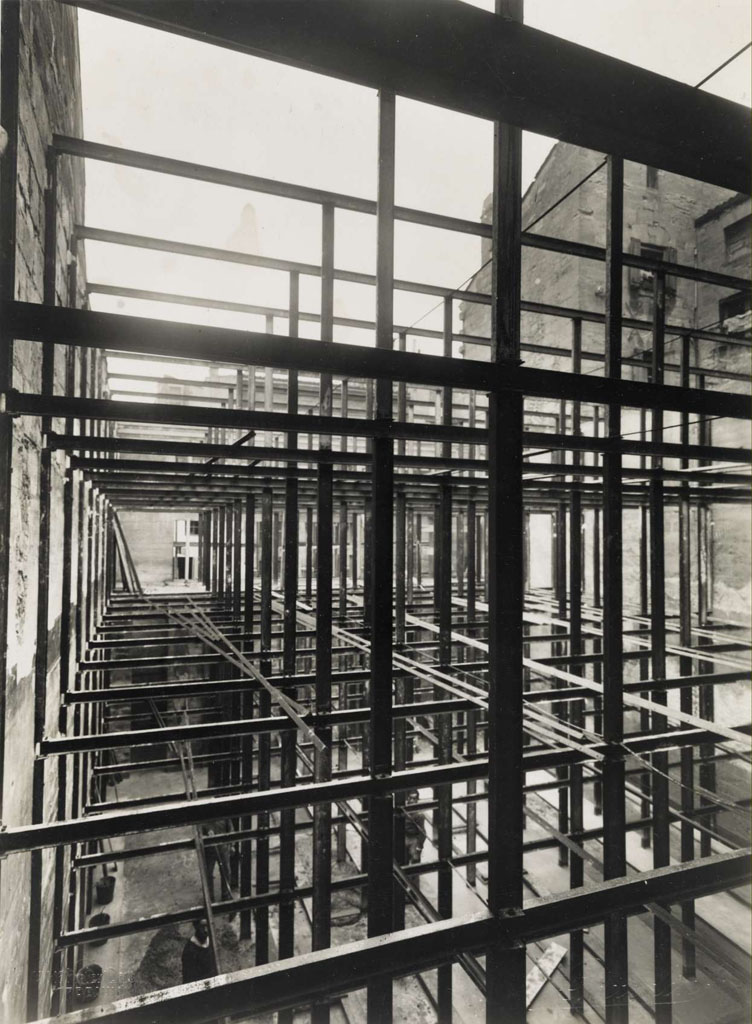
Le dépôt en cours de construction
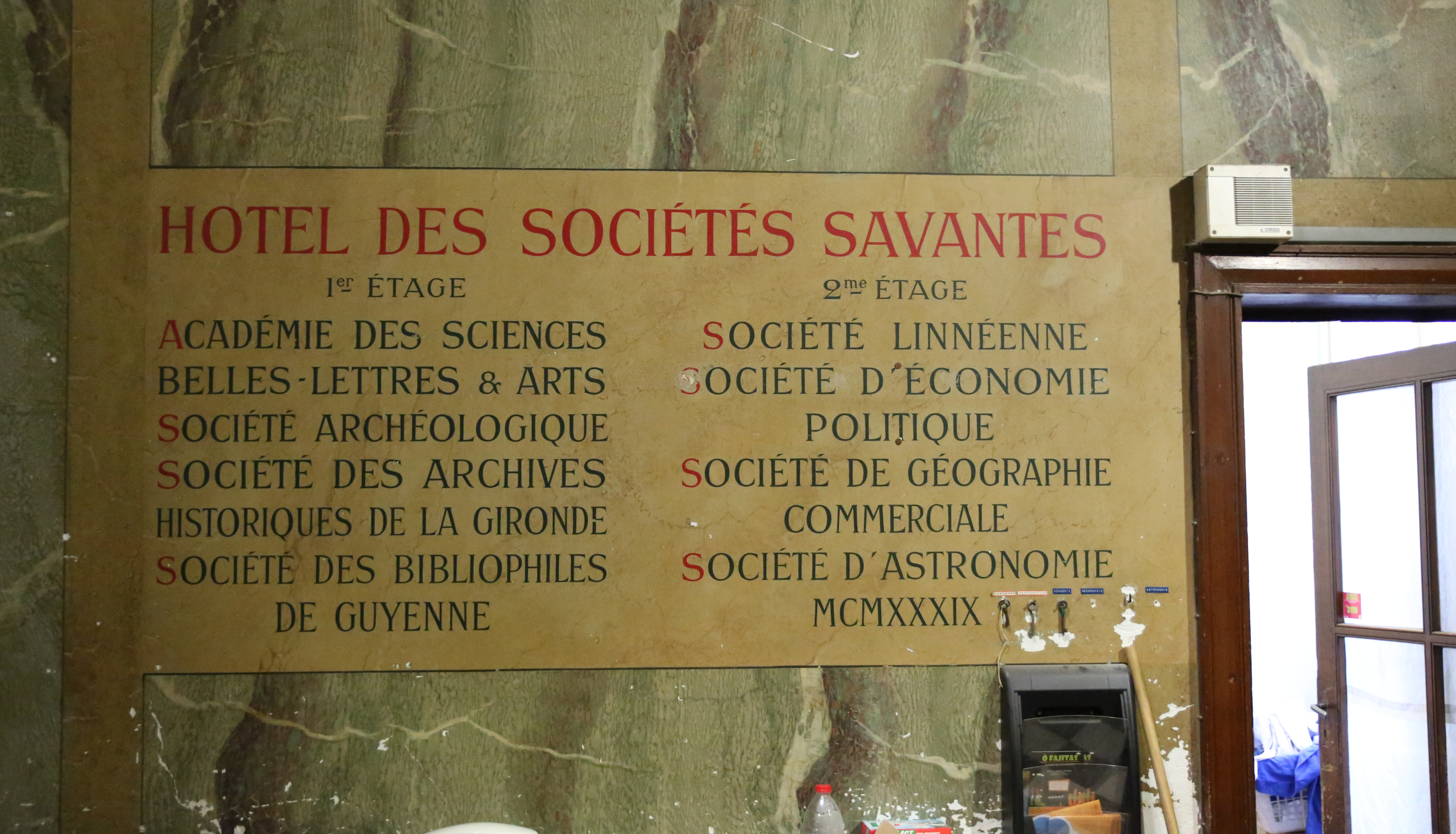
Inscription de l'ancien hall d'entrée des sociétés savantes
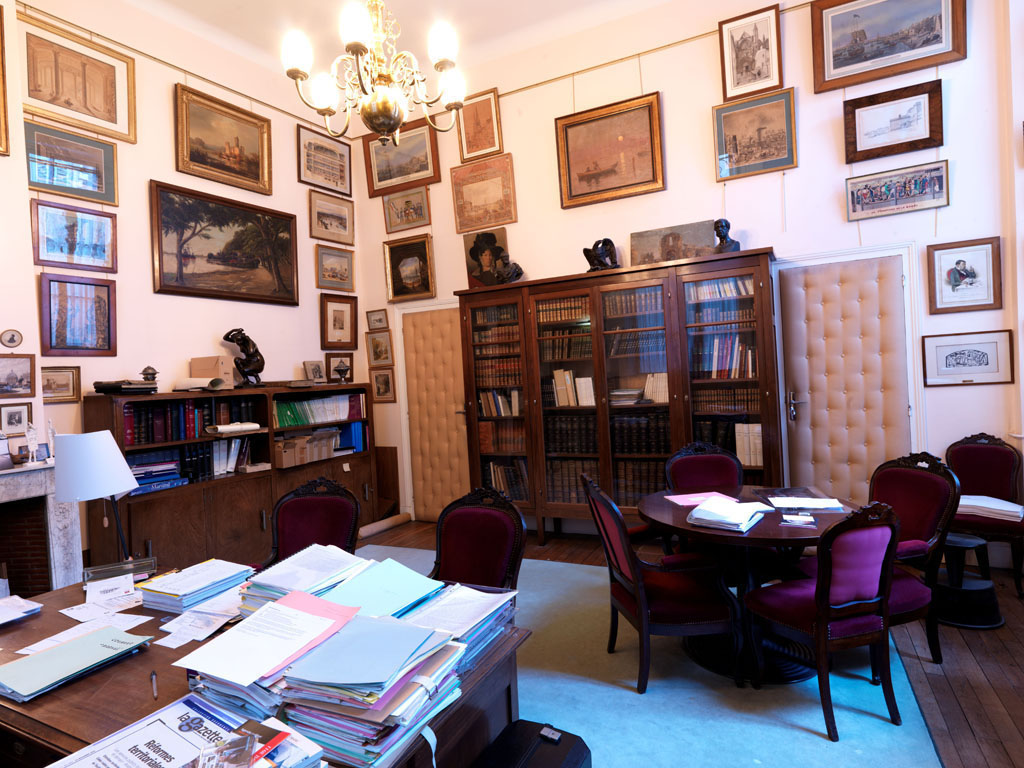
Cabinet de l’archiviste